# 阿尔滕贝格 (萨克森州)
阿尔滕贝格（德語：Altenberg，發音：[ˈaltn̩ˌbɛʁk] ⓘ）是德国萨克森州萨克森施韦茨-东厄尔士山县的城市，面积145.89平方千米，2023年12月31日人口为7,893人。